# Адріан Пеунеску
Адріан Пеунеску (рум. Adrian Păunescu, *20 липня 1943, село Копечень, Білецький повіт, Румунія — †5 листопада 2010, Бухарест) — румунський поет, публіцист і політичний діяч.

## Біографія
Народився 20 липня 1943 в селі Копечень (рум. Copăceni), Білецький повіт, Румунія (нині Синжерейський район Республіки Молдова). Незабаром після народження переїхав в село Бирка (рум. Bârca), жудець Долж, де провів дитинство. Після закінчення Школи математики і фізики імені Миколи Белческу (нині Національний коледж Карол I) в Крайові навчався на філологічному факультеті Бухарестського університету.
Перший свій мандат сенатора (1992-1996) Пеунеску отримав за списками Соціалістичної партії праці. З 2000 по 2004 був сенатором за списками Партії соціальної демократії Румунії. Останній мандат в парламенті Пеунеску датований 2004-2008.
Похований в Бухаресті на цвинтарі Беллу.
1 вересня 2011 року в кишинівській Алеї Класиків було відкрито погруддя на його честь.

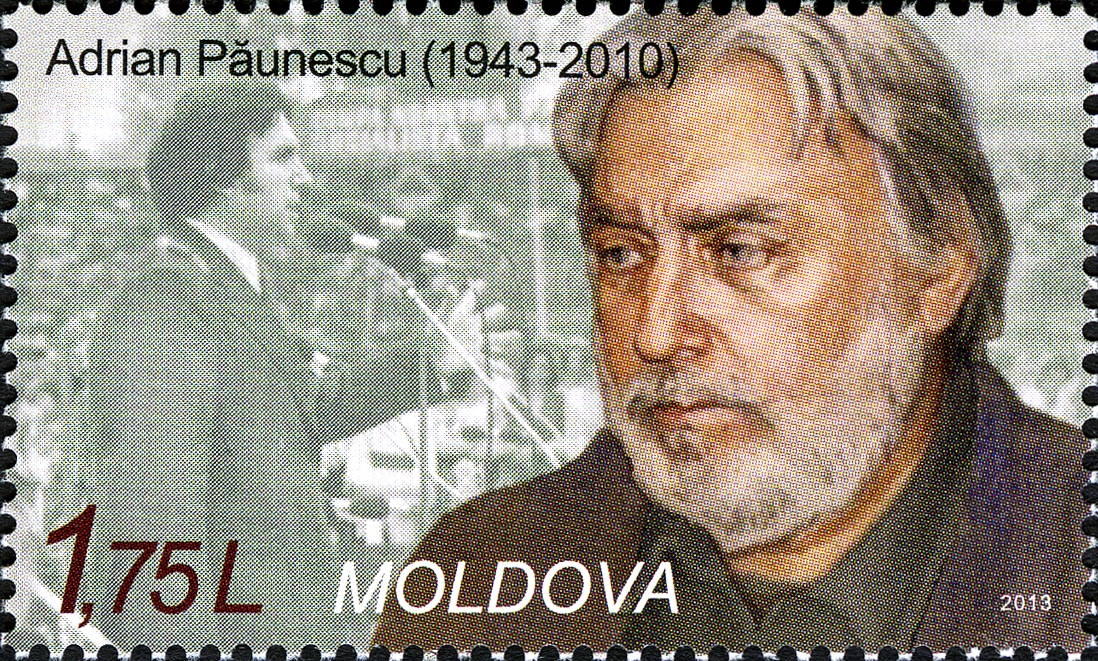
Марка Молдови, присвячена Адріану Пеунееску, 2013